# Anthophora crotchii
Anthophora crotchii är en biart som beskrevs av Cresson 1878. Anthophora crotchii ingår i släktet pälsbin, och familjen långtungebin. Inga underarter finns listade i Catalogue of Life.